# Chlamydoselachus africana
Afrikansk kråshaj Chlamydoselachus africana är en hajart som beskrevs av Ebert och Compagno 2009. Chlamydoselachus africana ingår i släktet Chlamydoselachus och familjen Chlamydoselachidae. Inga underarter finns listade i Catalogue of Life. Det svenska trivialnamnet afrikansk kråshaj förekommer för arten.
Det är bara detaljer som skiljer denna art från den vanliga kråshajen. Till exempel är avståndet mellan ögonen samt mellan näsborrarna större. Även antalet tänder är större så att munnen blir bredare. Ytterligare avvikelser finns i kraniets, ryggkotornas och bröstfenornas konstruktion. Den afrikanska kråshajen blir 99 till 117 cm lång.
Arten vistas i östra Atlanten och i angränsande områden av Indiska oceanen i havet som där är 300 till 1400 meter djupt. Observationer gjordes nära södra Angolas, Namibias och södra Sydafrikas kust.
Födan utgörs av mindre hajar som giraffhaj (Galeus polli) eller demonhajar (släkte Apristurus). Arten tuggar sina byten inte sönder och de hamnar hela i magsäcken.